# 黄川田賢司
黄川田 賢司（きかわだ けんじ、1974年〈昭和49年〉10月28日 - ）は、埼玉県新座市出身のサッカー選手、サッカー指導者。ポジションはFW、DF。身体能力が高く、ヘディングが得意。左サイドバック、センターフォワードなどでプレーした。

## 来歴
1997年当時、関東大学サッカーリーグ2部、亜細亜大学卒業後、コンサドーレ札幌にFWとして加入。1999年、岡田武史（前日本代表監督）のもと、中心選手として活躍。2000年、リーグ30試合にFWとして出場・5得点とJ1昇格に貢献。2002年に川崎フロンターレへ移籍後2003年に戦力外通告を受け現役を引退。その後は音楽業界に転身し、企画・運営などに携わり、FM NORTH WAVEでスーパーバイザーも務める。2005年からは再びサッカーの世界に戻り、サッカー指導の傍ら、スポーツブランドの開発アドバイザー、アパレルデザイン、広告など、さまざまなディレクションに携わる。前日本代表監督岡田武史を理事に迎え、一般社団法人スポーツボイスを2011年に立ち上げ、代表理事も務める。また、コンサドーレ札幌チーム統括本部 強化・管理グループ スカウトや、水戸ホーリーホック国際事業企画マネージャーを務め、現在は日本プロサッカーリーグ（Jリーグ）フットボール本部育成部/フットボール企画戦略部に所属。フットボール企画戦略マネージャーを務める。

## 人物
4人兄弟の長男で、実弟（三男）は俳優の黄川田雅哉（旧芸名は黄川田将也）。
家族は、妻と1男1女。妻は黄川田としえ（料理家、フードスタイリスト、「tottorante」主宰、食育インストラクター）、娘はプロテニスプレーヤーの黄川田莉子。

## 所属クラブ
- 三菱養和SS[注 1]
- 1990年 - 1992年 狭山ヶ丘高等学校
- 1993年 - 1996年 亜細亜大学
- 1997年 - 2001年 コンサドーレ札幌
- 2002年 - 2003年途中 川崎フロンターレ
- 2004年 引退

## 個人成績
| 国内大会個人成績 | 国内大会個人成績 | 国内大会個人成績 | 国内大会個人成績 | 国内大会個人成績 | 国内大会個人成績 | 国内大会個人成績 | 国内大会個人成績 | 国内大会個人成績 | 国内大会個人成績 | 国内大会個人成績 | 国内大会個人成績 |
| 年度             | クラブ           | 背番号           | リーグ           | リーグ戦         | リーグ戦         | リーグ杯         | リーグ杯         | オープン杯       | オープン杯       | 期間通算         | 期間通算         |
| 年度             | クラブ           | 背番号           | リーグ           | 出場             | 得点             | 出場             | 得点             | 出場             | 得点             | 出場             | 得点             |
| 日本             | 日本             | 日本             | 日本             | リーグ戦         | リーグ戦         | リーグ杯         | リーグ杯         | 天皇杯           | 天皇杯           | 期間通算         | 期間通算         |
| ---------------- | ---------------- | ---------------- | ---------------- | ---------------- | ---------------- | ---------------- | ---------------- | ---------------- | ---------------- | ---------------- | ---------------- |
| 1997             | 札幌             | 17               | 旧JFL            | 8                | 0                | 3                | 0                | 3                | 0                | 14               | 0                |
| 1998             | 札幌             | 16               | J                | 20               | 1                | 0                | 0                | 1                | 0                | 21               | 1                |
| 1999             | 札幌             | 16               | J2               | 21               | 0                | 1                | 0                | 1                | 0                | 23               | 0                |
| 2000             | 札幌             | 16               | J2               | 30               | 5                | 1                | 1                | 0                | 0                | 31               | 5                |
| 2001             | 札幌             | 16               | J1               | 13               | 0                | 1                | 0                | 1                | 1                | 15               | 1                |
| 2002             | 川崎             | 16               | J2               | 34               | 2                | -                | -                | 1                | 0                | 35               | 2                |
| 2003             | 川崎             | 16               | J2               | 5                | 0                | -                | -                | -                | -                | 5                | 0                |
| 通算             | 日本             | 日本             | J1               | 33               | 1                | 1                | 0                | 2                | 1                | 36               | 2                |
| 通算             | 日本             | 日本             | J2               | 90               | 7                | 2                | 1                | 2                | 0                | 94               | 8                |
| 通算             | 日本             | 日本             | 旧JFL            | 8                | 0                | 3                | 0                | 3                | 0                | 14               | 0                |
| 総通算           | 総通算           | 総通算           | 総通算           | 131              | 8                | 6                | 1                | 7                | 1                | 144              | 10               |

その他の公式戦
- 1998年
  - J1参入決定戦 4試合0得点